# Aloe ahmarensis
Aloe ahmarensis là một loài thực vật có hoa trong họ Măng tây. Loài này được Favell, M.B.Mill. & Al-Gifri mô tả khoa học đầu tiên năm 1999.